# André Rezende Marques
André Rezende Marques (Ibiporã, Paraná, Brasil, 1971) es un poeta brasileño. Actualmente reside en Sao Paulo.

## Obras
- Sonhos, versos e caminhos, Menorah, 1997
- Imagem, Mc Gráfica, 2001
- Simplesmente, Edição Independente, 2006